# Episodi di Lassie (serie televisiva 1954) (seconda stagione)
Gli episodi della seconda stagione di Lassie sono stati trasmessi per la prima volta negli USA tra l'11 settembre 1955 e il 27 maggio 1956. La stagione fa parte di "The Miller years" in quanto Lassie è di proprietà della famiglia Miller; è stata girata in bianco e nero.
In Italia, alcuni episodi della stagione sono stati trasmessi nel 1958 sull'unico canale televisivo della Rai allora esistente (l'attuale Rai 1).
| n° | Titolo originale | Titolo italiano         | Prima TV USA      | Prima TV Italia  |
| -- | ---------------- | ----------------------- | ----------------- | ---------------- |
| 1  | The Runt         |                         | 11 settembre 1955 |                  |
| 2  | The Pit          |                         | 18 settembre 1955 |                  |
| 3  | The Kittens      | I gattini               | 25 settembre 1955 |                  |
| 4  | The Dog Show     |                         | 2 ottobre 1955    |                  |
| 5  | The School       | La nuova maestra        | 19 ottobre 1955   | 14 dicembre 1958 |
| 6  | The Violin       |                         | 16 ottobre 1955   |                  |
| 7  | The Monster      | Il mostro               | 23 ottobre 1955   | 11 gennaio 1959  |
| 8  | The Witch        |                         | 30 ottobre 1955   |                  |
| 9  | The Wild Duck    | L'anatra selvatica      | 6 novembre 1955   |                  |
| 10 | The Rival        |                         | 13 novembre 1955  |                  |
| 11 | The Newspaper    |                         | 20 novembre 1955  |                  |
| 12 | The Clown        | Tops il pagliaccio      | 27 novembre 1955  | 9 novembre 1958  |
| 13 | The Twister      | Il tornado              | 4 dicembre 1955   | 16 novembre 1958 |
| 14 | Gramps' Birthday | Il compleanno del nonno | 11 dicembre 1955  | 23 novembre 1958 |
| 15 | The Gypsies      |                         | 18 dicembre 1955  |                  |
| 16 | The Gift         | Arriva il televisore    | 25 dicembre 1955  | 21 dicembre 1958 |
| 17 | The Stamp Album  |                         | 1º gennaio 1956   |                  |
| 18 | The Dog Catcher  |                         | 8 gennaio 1956    |                  |
| 19 | Pokey            |                         | 15 gennaio 1956   |                  |
| 20 | The Trial        |                         | 22 gennaio 1956   |                  |
| 21 | The Hawk         |                         | 29 gennaio 1956   |                  |
| 22 | The Tree House   | La capanna sull'albero  | 5 febbraio 1956   | 12 novembre 1960 |
| 23 | The Visitor      |                         | 12 febbraio 1956  |                  |
| 24 | The Raft         | La zattera              | 19 febbraio 1956  |                  |
| 25 | The Journey      |                         | 26 febbraio 1956  |                  |
| 26 | The Vet          |                         | 4 marzo 1956      |                  |
| 27 | Lassie's Double  | Il sosia di Lassie      | 11 marzo 1956     |                  |
| 28 | The Child        |                         | 18 marzo 1956     |                  |
| 29 | The Leash        |                         | 25 marzo 1956     |                  |
| 30 | Sunday School    |                         | 10 aprile 1956    |                  |
| 31 | The Deer Hunter  |                         | 8 aprile 1956     |                  |
| 32 | Domino           | Il puledro Domino       | 15 aprile 1956    |                  |
| 33 | The Marauder     |                         | 22 aprile 1956    |                  |
| 34 | The Calf         | Il vitellino            | 29 aprile 1956    |                  |
| 35 | The Crop Duster  |                         | 6 maggio 1956     |                  |
| 36 | War Dog          |                         | 13 maggio 1956    |                  |
| 37 | The Haircut      |                         | 20 maggio 1956    |                  |
| 38 | Diane            |                         | 27 maggio 1956    |                  |